# بايو جاترا سانغيوان
بايو جاترا سانغيوان (بالإندونيسية: Bayu Gatra Sanggiawan) (12 نوفمبر 1991 إندونيسيا - ) هو لاعب كرة قدم إندونيسي، شارك في دورة الألعاب الآسيوية 2014.

## روابط خارجية
- بايو جاترا سانغيوان على موقع قاعدة بيانات كرة القدم.إي يو (الإنجليزية)
- بايو جاترا سانغيوان على موقع ناشيونال فوتبول تيمز (الإنجليزية)
- بايو جاترا سانغيوان على موقع Soccerway.com (الإنجليزية)